# درونن
درونن (به هلندی: Drunen) یک منطقهٔ مسکونی در هلند است که در هئوسدن واقع شده‌است. درونن ۱۸٫۲۱۶ نفر جمعیت دارد.